# Zuhal Olcay
Zuhal Olcay (prononcé en turc [zuˈhal olˈdʒaj]), née le 10 août 1957 à Istanbul, est une actrice et chanteuse turque

## Biographie
Zuhal Olcay est née dans le district d'Üsküdar à Istanbul. Son père, Cevat İşanç, est barbier tandis que sa mère, Süheyla İşanç, femme au foyer. Elle fait sa scolarité primaire et secondaire dans cette ville. 
En 1976, après cinq ans d'études de théâtre, elle sort diplômée du Conservatoire d'État d'Ankara, et se marie la même année avec son camarade de classe Selçuk Yöntem, qui lui aussi deviendra un acteur connu en Turquie. Ils divorcent trois ans plus tard. Elle se remarie avec l'homme d'affaires Zafer Olcay et déménage à Izmir.
Dans cette ville, elle fait essentiellement du théâtre. En 1981, elle donne naissance à sa fille Ceren. À partir de 1983, elle joue aussi dans plusieurs téléfilms. Elle gagne durant cette période plusieurs récompenses pour ses prestations et, en 1989, elle commence par ailleurs une carrière de chanteuse à la suite du succès d'une pièce musicale intitulée Evita.
Après son divorce de 1987, elle se marie en 1991 avec l'acteur Haluk Bilginer. Ils divorcent en 2004. 
Zuhal Olcay est aussi connue pour son engagement politique. Le 22 mars 2018, elle a été condamnée à dix mois de prison pour insulte envers le président turc Recep Tayyip Erdoğan, durant un concert en 2016 où elle aurait modifié les paroles pour dire « Recep Tayyip Erdoğan, c’est tout vide, ce n’est qu’un mensonge, la vie terminera un jour et vous direz un jour, j’avais un rêve », accompagné d'un doigt d'honneur. La chanteuse s'est défendue en disant qu'elle n'avait aucune intention de l'insulter et que le geste était destiné à certains spectateurs du premier rang qui faisaient des commentaires négatifs sur elle,. Elle avait déjà été condamnée à une amende en 2010 pour avoir insulté un fonctionnaire.
En 2016, son père succombe à la maladie de la fibrose kystique. Sa mère meurt l'année suivante à la suite du traitement d'un caillot de sang dans le cerveau. 

## Filmographie

### Actrice

#### Films
- 1983 : İhtiras Fırtınası
- 1985 : Halkalı Köle
- 1985 : Kurşun Ata Ata Biter
- 1985 : Amansız Yol
- 1986 : Oteldeki Cinayet
- 1986 : Genç ve Dul
- 1986 : İstek
- 1986 : Ateşten Gömlek
- 1987 : Gece Yolculuğu
- 1987 : Bir Avuç Gökyüzü
- 1987 : Dünden Sonra Yarından Önce
- 1987 : Bir Günah Gibi
- 1988 : Sahte Cennete Veda
- 1989 : Medcezir Manzaraları
- 1990 : Gizli Yüz
- 1991 : Kara Sevdalı Bulut
- 1992 : İki Kadın
- 1993 : Ay Vakti
- 1994 : Bir Sonbahar Hikayesi
- 1995 : Aşk Üzerine Söylenmemiş Her şey
- 1996 : İstanbul Kanatlarımın Altında
- 1996 : 80. Adım
- 1999 : Salkım Hanım'ın Taneleri
- 1999 : Issızlığın Ortasında Sinema
- 2000 : Gece Martıları
- 2001 : Hiçbiryerde
- 2004 : Simbiyotik
- 2007 : Iyi Seneler Londra
- 2009 : Güz Sancısı

#### Séries télévisées
- 1980 : Sönmüş Ocak
- 1985 : Parmak Damgası
- 1986 : Varsayalım İsmail
- 1987 : Gecenin Öteki Yüzü
- 1987 : Ateşten Günler
- 1989 : Baharın Bittiği Yer
- 1993 : Les Aventures du jeune Indiana Jones
- 1994 : Artist Palas
- 1997 : Medeni Haller
- 1999 : Çatısız Kadınlar
- 2001 : Yeditepe İstanbul
- 2002 : Ti Show
- 2005 : Seni Çok Özledim
- 2007 : Geniş Zamanlar
- 2008 : Beni Unutma
- 2008 : Mevzuhal
- 2010 : Arka Sokaklar
- 2010 : Umut Yolcuları
- 2011 : İffet
- 2013 : Bir Aşk Hikayesi
- 2014 : Urfalıyam Ezelden
- 2016 : Yüksek Sosyete

## Discographie

### Album studio
- 1989 : Küçük Bir Öykü Bu
- 1990 : İki Çift Laf
- 1993 : Oyuncu
- 1998 : İhanet
- 2001 : Başucu Şarkıları
- 2002 : Hiçbiryerde
- 2005 : Başucu Şarkıları 2
- 2009 : Aşk'ın Halleri
- 2015 : Başucu Şarkıları 3

### Autre projet
- 1999 : Asansör Film Müzikleri
- 2000 : Bülent Ortaçgil İçin Söylenmiş Bülent Ortaçgil Şarkıları
- 2002 : Hiçbiryerde Film Müzikleri
- 2003 : Metin Altıok Ağıtı
- 2004 : Söz Vermiş Şarkılar
- 2006 : 41 Kere Maşallah
- 2006 : Nazim: Fazil Say
- 2006 : Pop 2006
- 2007 : Bulutsuzluk Özlemi 20 Yaşında
- 2008 : Güldünya Şarkıları
- 2009 : Mucize Nağmeler
- 2009 : Buğra Uğur'la 30 Yıl